# Kellerhansberg
Kellerhansberg ist eine Ortslage in der Stadt Leichlingen (Rheinland) im Rheinisch-Bergischen Kreis.

## Lage und Beschreibung
Kellerhansberg liegt zwischen der Bundesautobahn 3 und der Landesstraße L288 am westlichen Rand von Leichlingen an der Stadtgrenze zu Langenfeld (Rheinland) am Ende der Straße Am Kellerhansberg. Der ursprüngliche Wohnplatz aus dem 19. Jahrhundert ist in den 1930er Jahren wüst gefallen, der Siedlungsname ging auf später errichtete Einzelhäuser westlich davon über.
Westlich von Kellerhansberg befanden sich teils auf Langenfelder Stadtgebiet die Leichlinger Sandberge, die für den Sandabbau weitgehend abgetragen wurden. Der Name Kellerhansberg leitet sich von einer gleichnamigen Erhebungen der Sandberge ab, der bis Mitte des 20. Jahrhunderts fast vollständig abgetragen wurde. Bei der Ortslage befinden sich der Leichlinger Kommunalfriedhof Kellerhansberg und das Leichlinger Naturfreundehaus mit angegliederten Campingplatz, nordwestlich wurde in den 1980er Jahren das Autobahndreieck Langenfeld errichtet.
Östlich von Kellerhansberg liegen an der Landesstraße die Wohnplätze Unterschmitte, Am Adler und Stockberg, südlich der Wohnplatz Roßlenbruch. Weitere benachbarte, zumeist die in westliche Vorstadt Leichlingens aufgegangene Orte sind Hüttchen, Merlenforst, Scheeresberg, Kaltenberg, Brückerfeld, Bremsen, Windfahne und Bockstiege.

## Geschichte
Die Ortslage Kellerhansberg entstand als Einzelhaus in der ersten Hälfte des 19. Jahrhunderts und ist auf der Preußischen Uraufnahme von 1844 unbeschriftet eingezeichnet. Ende des Jahrhunderts begann der großflächige Sandabbau im Bereich des Wohnplatzes. Von der nordwestlichen Sandgrube führte Ende des Jahrhunderts eine Feldbahn zu der Bahnstrecke Gruiten–Köln-Mülheim bei Bahnhof. Im ersten Drittel des 20. Jahrhunderts wurden westlich des ersten Wohnplatzes mehrere weitere Einzelhäuser errichtet, von denen eines 1924 von den Leichlinger Naturfreunden erbaut und als Naturfreundehaus und Jugendherberge genutzt wurde. 
Die südwestliche Sandgrube breitete sich nordwärts aus und der ursprüngliche Wohnplatz wurde abgetragen. Heute befindet sich auf dem Abbaugelände und dem Standort der Ursprungssiedlung der gleichnamige Kommunalfriedhof, zu dem auch eine Kapelle gehört. Gegen Mitte des 20. Jahrhunderts wurde bei Kellerhansberg ein Sportplatz eingerichtet. Dem Naturfreundehaus wurde in den 1990er Jahren ein Campingplatz angegliedert.